# 梅塔莫拉 (印第安納州)
梅塔莫拉（英語：Metamora）是位於美國印地安納州富蘭克林縣的一個人口普查指定地區。

## 人口
根據2010年美國人口普查的數據，梅塔莫拉的面積為0.90平方千米，當中陸地面積為0.90平方千米，而水域面積為0.00平方千米。當地共有人口188人，而人口密度為每平方千米208.89人。